# Axel Toupane
Axel Toupane, né le 23 juillet 1992 à Mulhouse, dans le Haut-Rhin, est un joueur international français de basket-ball. Il évolue aux postes d'arrière et d'ailier.
Il est le fils du joueur et entraîneur Jean-Aimé Toupane.

## Biographie

### Études
Axel Toupane a étudié à l'université Bocconi, à HEC Paris, et à l'EM Lyon Business School.

### Débuts à Strasbourg (2011-2015)
Après avoir passé du temps dans les équipes des moins de 21 ans de Pau-Lacq-Orthez et la SIG de 2008 à 2011, Axel Toupane rejoint l'équipe première de Strasbourg pour la saison 2011-2012 de Pro A. Ses deux premières saisons dans l'équipe alsacienne sont relativement discrètes mais ses statistiques augmentent progressivement avec 2,5 points de moyenne en 2011-2012 puis 3,7 en 2012-2013.
Il se présente dans un premier temps à la draft 2013 de la NBA avant de retirer son nom,.
Un an plus tard, en 2014, il retente sa chance à la draft, après sa très belle saison 2013-2014 durant laquelle une véritable progression de sa part est constatable, puisqu'il passe à 6,1 points de moyenne par match. Il n'est cependant pas récompensé et sort non drafté de la cérémonie du 26 juin 2014.
Il participe ensuite à la NBA Summer League de 2014 avec les Mavericks de Dallas, où il ne se fait que très peu remarquer avec seulement 3,5 points de moyenne en 4 matchs joués.
Il retourne donc à Strasbourg après la Summer League pour jouer la saison 2014-2015 de Pro A avec son club formateur. Ses statistiques augmentent encore pendant cette quatrième saison dans le championnat français, avec 7,8 points de moyenne, et il contribue ainsi largement au succès de son équipe dans les diverses compétitions dans laquelle celle-ci évolue.

### Expérience mitigée en NBA (2015-2017)
En juillet 2015, il participe à la NBA Summer League 2015 avec les Raptors de Toronto. Le 15 juillet 2015, il signe avec les Raptors en NBA un contrat pour participer à leur camp d'entraînement. Toupane ne dispute que deux matches de présaison, lors desquels il est peu utilisé (21 minutes au total, 0 point), et n'est finalement pas conservé par les Raptors. Le 31 octobre, il signe un contrat avec le Raptors 905, un club de D-League affilié aux Raptors de Toronto.
Le 1er mars 2016, Axel Toupane signe un contrat de 10 jours avec les Nuggets de Denver. Il signe à nouveau un contrat de 10 jours. Durant ses deux contrats courts, il est remarqué pour sa défense et plaît à son entraîneur, Mike Malone. Toupane signe finalement un contrat de 2 ans, la deuxième année étant non garantie, avec les Nuggets le 24 mars 2016. Axel Toupane n'est pas conservé par les Nuggets de Denver pour la saison 2016-2017, il revient donc en NBA Development League avec les Raptors 905.
Ses performances en D-League sont remarquées. Il est notamment sélectionné pour le All-Star Game de la ligue de développement. Il signe alors un contrat de dix jours le 24 février 2017 avec les Bucks de Milwaukee. Cependant, après seulement deux rencontres disputées avec la franchise du Wisconsin, il n'est pas conservé. Après un retour en D-League toujours aux Raptors 905, Axel Toupane signe aux Pelicans de La Nouvelle-Orléans pour les trois derniers matchs de la saison régulière 2016-2017.

### Retour en Europe (2017-2020)
En juillet 2017, Axel Toupane participe une nouvelle fois à la NBA Summer League à Las Vegas, cette fois-ci avec les Pélicans de La Nouvelle-Orléans.
Il retrouve finalement l'Europe après deux années compliquées outre-Atlantique en s'engageant avec le club lituanien du Žalgiris Kaunas.
Le Žalgiris réalise une très bonne saison sous la direction de Šarūnas Jasikevičius et se qualifie pour le Final Four de l'Euroligue 2017-2018 où il finit à la 3e place. Toupane réalise aussi une bonne saison.
En juillet 2018, il rejoint le club grec de l'Olympiakós avec lequel il signe un contrat de deux ans. En avril 2019, Toupane quitte l'Olympiakos, club en difficulté financière qui peine à payer le salaire de Toupane. Le 21 août 2019, il s'engage pour une saison avec le club espagnol de l'Unicaja Málaga.
En septembre 2020, Toupane retourne à la SIG Strasbourg pour pallier l'absence sur blessure de Léopold Cavalière. Son contrat court jusqu'au 17 octobre 2020. Il joue une seule rencontre.

### Nouvelle expérience en G-League (2021)
En décembre 2020, il participe au camp d'entraînement des Warriors de Golden State pour tenter de regagner sa place en NBA. Le 18 décembre, juste avant le début de la saison régulière, Toupane n'est pas conservé par les Warriors. Axel Toupane intègre finalement les Warriors de Santa Cruz, la franchise de G-League affiliée à Golden State, le 13 janvier 2021. Avec la franchise californienne, il atteint les demi-finales de G-League lors des playoffs qui se déroulent dans la bulle sanitaire d'Orlando en février 2021.

### Retour aux Bucks et titre NBA (2021)
En mars 2021, après la fin de la saison de G-League, Toupane signe un contrat two-way avec les Bucks de Milwaukee. Le 21 juillet 2021, il remporte le titre de champion NBA avec les Bucks.
En octobre 2021, Toupane est recruté par les Warriors de Golden State, puis il est coupé dans la foulée pour être envoyé dans l'équipe satellite des Warriors de Santa Cruz.

### Retour en France (2022-2024)
Le 6 janvier 2022, il retrouve le championnat de France en s'engageant jusqu'en 2024 avec le Paris Basketball, club tout juste promu en première division,.
En août 2023, Toupane rejoint les Metropolitans 92, autre club francilien évoluant en première division.

### Expérience au Mexique (2024)
En août 2024, Toupane part jouer dans la Liga Nacional de Baloncesto Profesional, le championnat mexicain. Il s'engage avec les Diablos Rojos del México (es). Il ne joue aucune rencontre avec les Diablos Rojos.
En août 2025, il signe un contrat avec FC Porto.

## Équipe de France
Le 6 mai 2014, il fait partie de la liste des seize joueurs pré-sélectionnés pour l'équipe de France A' pour effectuer une tournée en Chine et en Italie durant le mois de juin.
Le 2 août 2017, à la suite de nombreux forfaits, il est appelé en équipe de France pour la préparation du championnat d'Europe de basket-ball 2017.

## Clubs successifs
- 2011-2015 :  Strasbourg IG (Pro A)
- 2015-2016 :  Raptors 905 (D-League)
- 2016 :  Nuggets de Denver (NBA)
- 2016-2017 :  Raptors 905 (D-League)
- 2017 :  Bucks de Milwaukee (NBA) 2 matchs
- 2017 :  Pelicans de La Nouvelle-Orléans (NBA) 2 matchs
- 2017-2018 :  Žalgiris Kaunas (LKL)
- 2018-2019 :  Olympiakós (ESAKE)
- 2019-2020 :  Unicaja Málaga (Liga ACB)
- 2020 :  Strasbourg IG (Jeep Élite) 1 match
- 2021 :  Warriors de Santa Cruz (G-League)
- 2021 :  Bucks de Milwaukee (NBA)
- 2021 :  Warriors de Santa Cruz (G-League)
- 2022-2023 :  Paris Basketball (Betclic Élite)
- 2023-2024 :  Metropolitans 92 (Betclic Élite)
- 2025 :  Homenetmen (Liban)
- 2025- :  FC Porto (Portugal)

## Palmarès et distinctions

### Club
- Avec Strasbourg IG :
  - Vainqueur de la Coupe de France 2015
  - Vainqueur de la Disney Land Leaders Cup 2015
  - Finaliste de la Disney Land Leaders Cup 2013
  - Finaliste du Championnat de France de Pro A 2013
- Avec les Raptors 905 :
  - Joueur ayant le plus progressé (Most improved player) de la NBA D-League en 2015-2016[36].
  - Sélection au All-Star Game 2017 de la NBA Development League[37].
- Avec le Zalgiris Kaunas :
  - Champion de Lituanie 2018
  - Vainqueur de la Coupe de Lituanie 2018
  - 3e du Final four de l'EuroLigue 2017-2018
- Avec les Bucks de Milwaukee :
  - Champion de la Conférence Est en 2021
  - Champion NBA 2021

### Sélection nationale
- Médaille de bronze à la Coupe du monde 2019 en Chine.